# NGC 5649
NGC 5649 este o galaxie spirală situată în constelația Boarul. A fost descoperită în 4 aprilie 1831 de către John Herschel.